# Sergius Ruegenberg

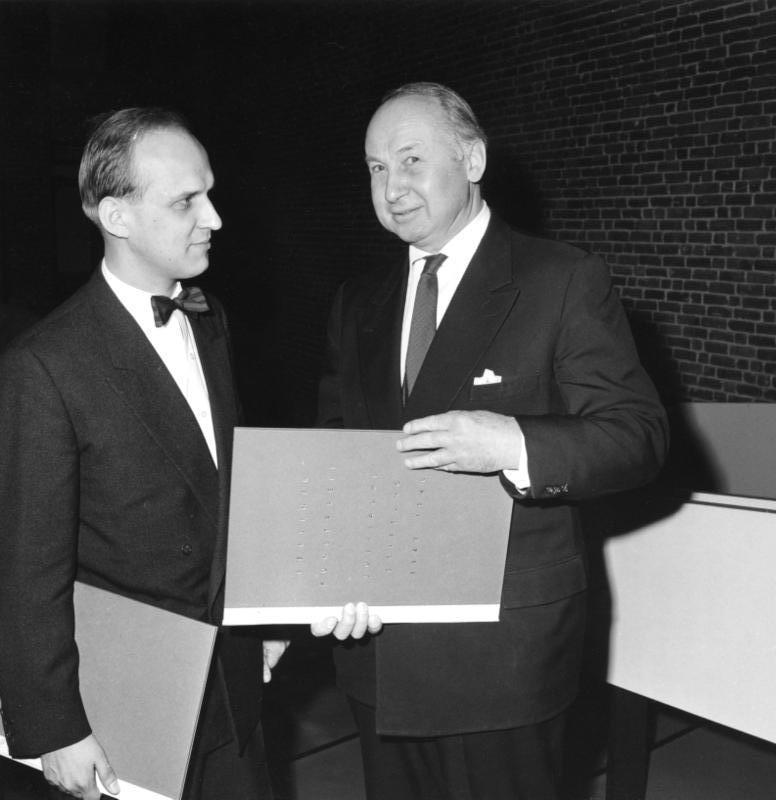
Sergius Ruegenberg (rechts), 1963

Sergius Ruegenberg (* 17. Januar 1903 in Sankt Petersburg / Russland; † 23. März 1996 in Berlin) war ein Architekt, Designer und Zeichner.

Der „tugendhafte“ Ruegenberg-Sessel

## Biografie
Sergius Ruegenberg ist ein weitgehend unbekannter Meister der Architekturmoderne. Seine wenigen eigenen Werke als Architekt stehen in ihrer Bedeutung hinter seinen Arbeiten für Ludwig Mies van der Rohe, Hans Scharoun, Bruno Paul und Karl Schneider zurück. Durch seine zeichnerischen Fähigkeiten und seine Kreativität war er für sie ein wichtiger Entwurfspartner.

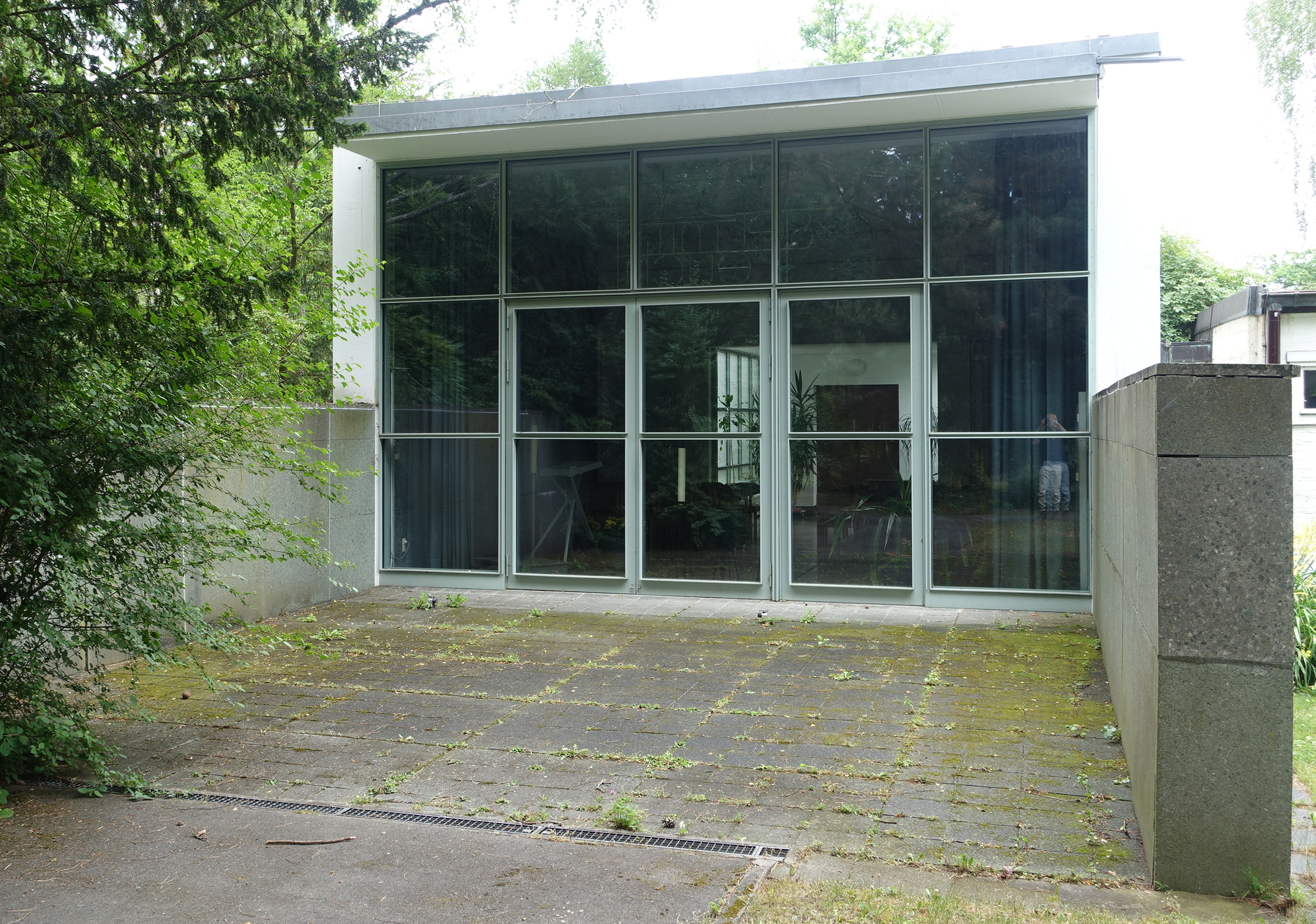
Feierhalle, Berlin (1957)

Im Büro von Mies van der Rohe war er von 1925 bis 1934 beschäftigt. Dort beteiligte er sich an der Konzeption der Villa Tugendhat in Brünn und am Entwurf für das Kriegerdenkmal in der Neuen Wache Berlin. Er war Bauleiter des deutschen Pavillons bei der Weltausstellung 1929 in Barcelona, für den er die Rohfassung des berühmten Barcelona-Sessels entwarf. Ruegenberg selbst beschrieb seine Entstehung mit den Worten:
„Drei Tage vor meiner Abreise als Bauführer nach Barcelona erhielt ich von Mies den Auftrag, einen Sessel zu entwerfen, der Stahl-Hocker war bereits verwirklicht. Einer meiner Entwürfe wurde von Kaiser zur Fertigung gebracht, während ich fort war.“ (Ruegenberg, 6. April 1988)

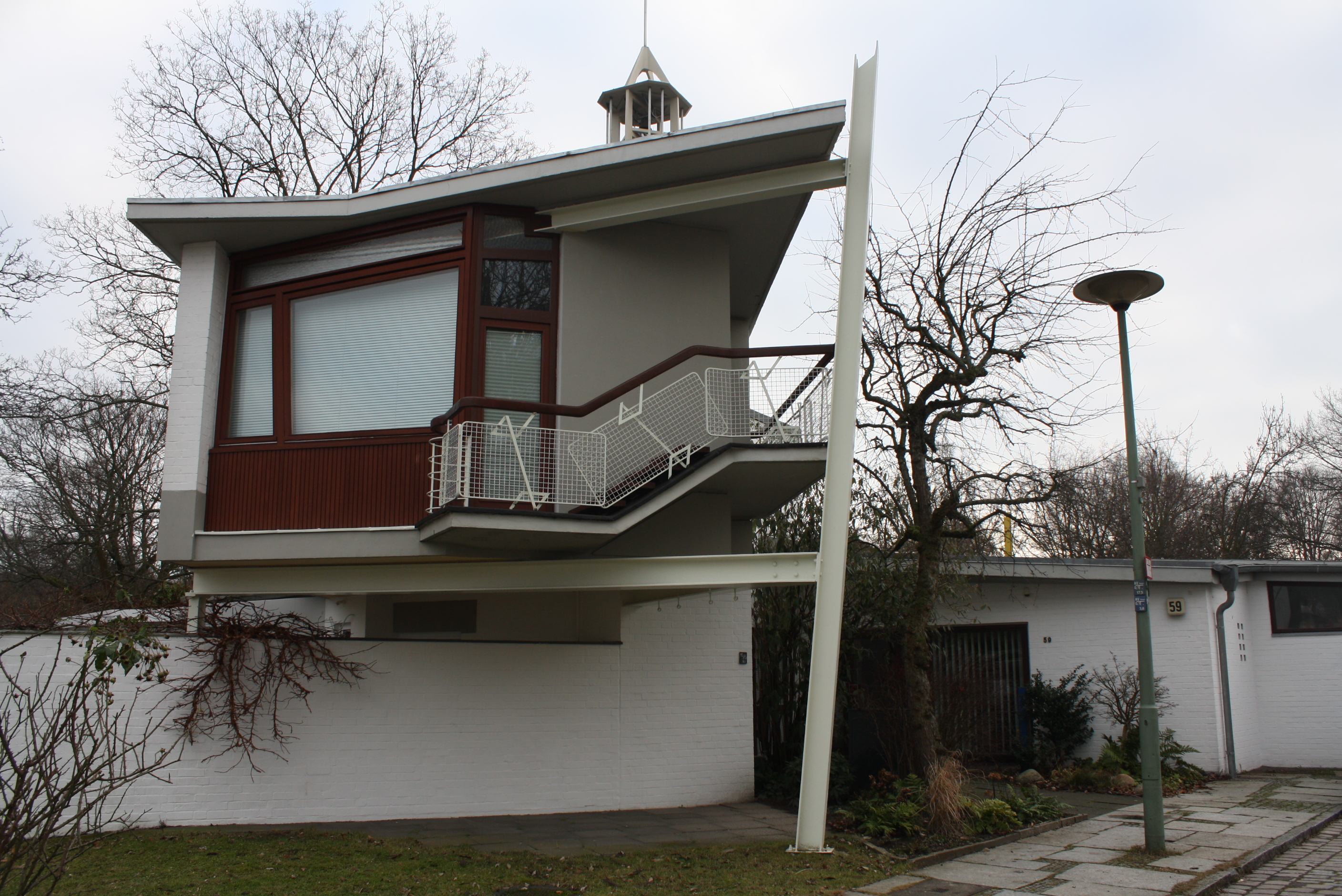
Händelallee 59, Berlin (1957)

Nach dem Zweiten Weltkrieg arbeitete er zehn Jahre für Hans Scharoun. Er bevorzugte die Architektur des „sinnlich, dynamischen Scharoun“ gegenüber jener des „glasklaren, geistigen Mies“.
Er nahm an diversen Wettbewerben teil. So zum Beispiel am Wettbewerb „Rund um den Zoo“ (1948) in Berlin, bei dem sein Entwurf eines „Non-stop-Flughafens“ Aufsehen erregte.
1962, im Rahmen der Ausstellung „Hermann Finsterlin - Architekturvisionen, Formmetaphern, Modelle, Ölbilder, Stilbaukästen, Zeichnungen“ in der Galerie Diogenes in Berlin wurde Ruegenberg, wie Hermann Finsterlin, Wassili Luckhardt und Oswald M. Ungers, zu einem Vortrag in die Galerie eingeladen. Daraufhin kam es 1963 zu einem Briefwechsel mit Finsterlin.

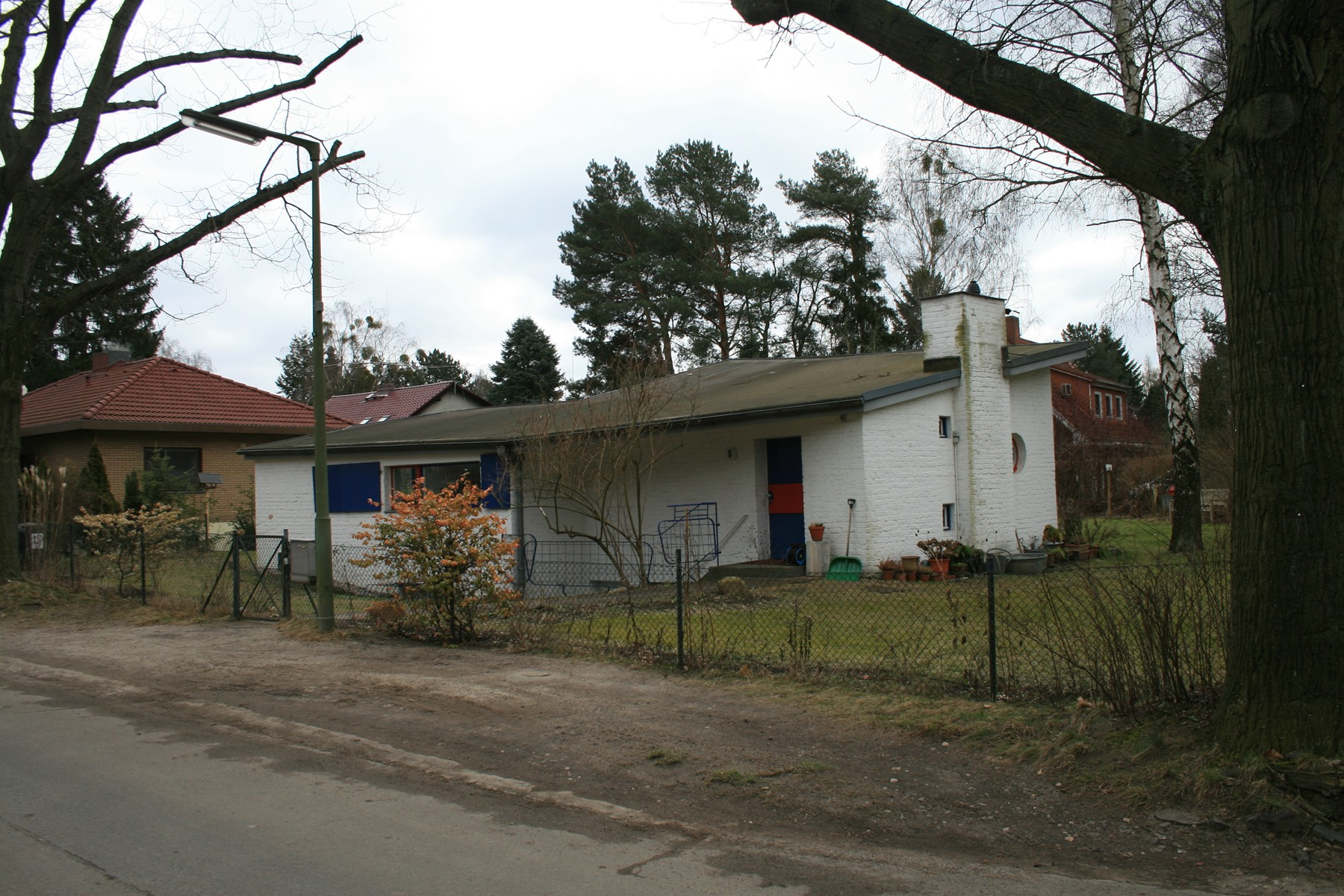
Kurpromenade 6, Berlin (1960)

Ende der 80er Jahre entstanden in Zusammenarbeit mit Axel Bruchhäuser Zeichnungen und Möbelentwürfe. Seit 2006 wird einer dieser Entwürfe, ein Kragstuhl, den er selbst den „Tugendhaften Sessel“ nannte, von Tecta produziert. Viel beachtet wurden seine ironisierenden Skizzen, welche die zeitgenössische Architekturwelt karikierten.

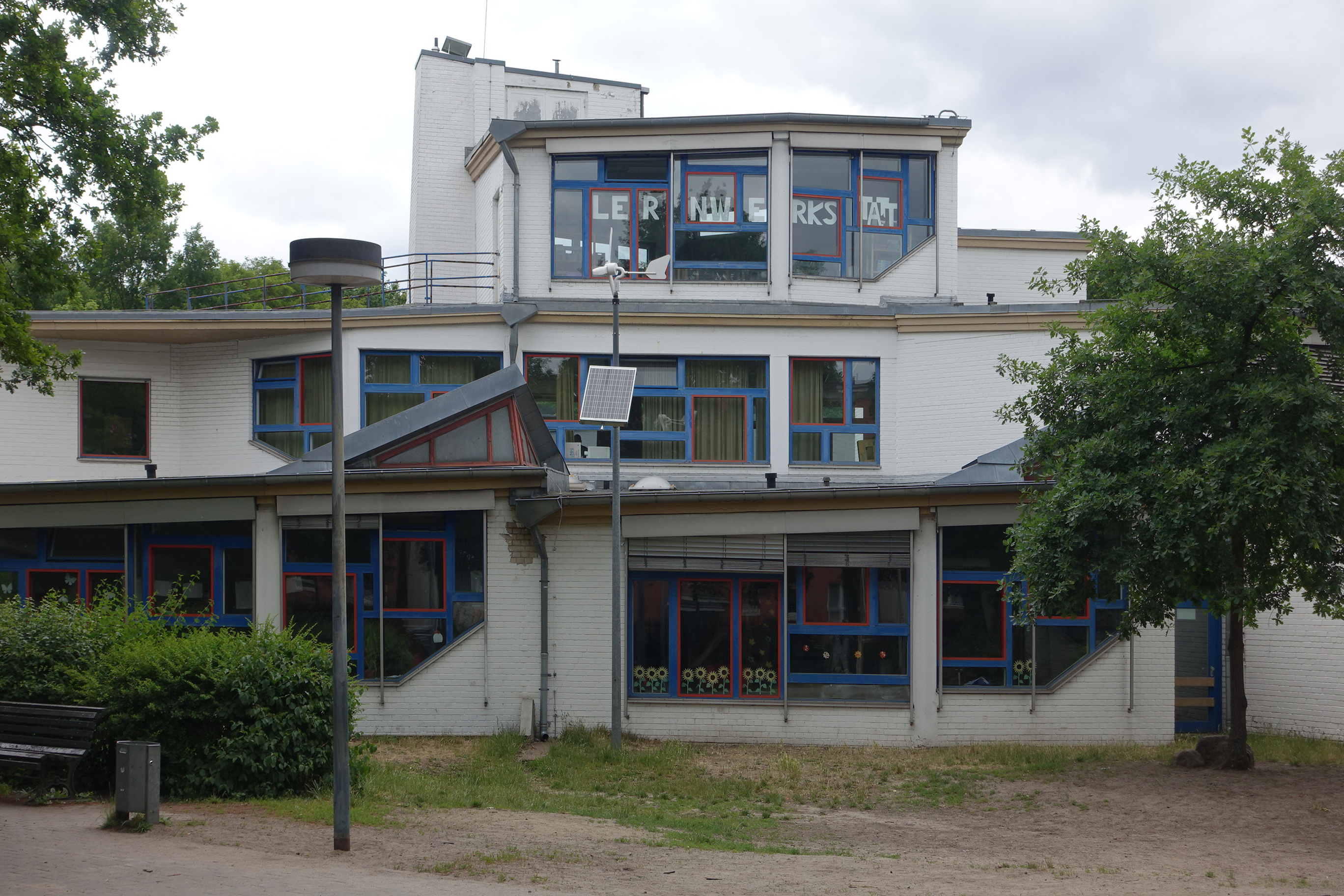
Kolumbus-Schule, Berlin (1970)

## Wichtigste Bauten
- Feierhalle auf dem Waldfriedhof in Berlin-Zehlendorf, mit Wolf von Möllendorff (1956–57)
- Haus Händelallee 59, Hansaviertel, Berlin im Rahmen der Interbau, mit Wolf von Möllendorff (1957)
- Sein Wohnhaus in Berlin-Kladow, Kurpromenade 6 (1959–60)
- Christoph-Kolumbus-Schule in Berlin-Reinickendorf (1964–70)